# Nathan Fillion
Nathan Christopher Fillion (Edmonton, 27 marzo 1971) è un attore e doppiatore canadese con cittadinanza statunitense.
È noto per il ruolo protagonista di Richard Castle nella serie televisiva Castle. È inoltre la voce di Hal Jordan/Lanterna Verde, nelle serie e film di animazione della DC Comics; di Cayde-6, nei videogiochi del franchise di Destiny; di Reynolds e di Edward Buck nei videogiochi del franchise Halo.

## Biografia
Secondogenito di Cookie e Bob Fillion, Nathan nasce a Edmonton; lì frequenta la Holy Trinity Catholic High School e, in seguito, il Concordia University College e l'Università dell'Alberta, dove inizia il suo percorso di studi che gli avrebbe dato accesso a una carriera nell'insegnamento, seguendo le orme dei genitori e di Jeff, suo fratello maggiore. A pochi mesi dalla laurea, nel 1994, ha l'opportunità d'interpretare il ruolo di Joey Bauchannan nella soap opera Una vita da vivere. Decide perciò di abbandonare il sogno della cattedra per dedicarsi interamente alla recitazione, trasferendosi a New York. Ha la doppia cittadinanza canadese e statunitense, avendo ottenuto quest'ultima nel 1997. Ha origini francesi, finlandesi e norvegesi.
Nel 1996, proprio grazie al ruolo di Joey riceve una candidatura ai Daytime Emmy Award, decidendo l'anno successivo di lasciare la soap (salvo farvi ritorno nel 2007, come guest star per una breve comparsata). Nel 1998 ottiene un piccolo ruolo nel film di Steven Spielberg Salvate il soldato Ryan, e successivamente lavora nella commedia Sbucato dal passato e nell'horror Dracula's Legacy - Il fascino del male. Per tre anni, dal 1999 al 2001, è nel cast della sitcom Due ragazzi e una ragazza.
In seguito ottiene una certa popolarità grazie ai ruoli di Caleb in Buffy l'ammazzavampiri e del capitano Mal Reynolds in Firefly. Lavora nei film Serenity, Slither, White Noise: The Light e Waitress - Ricette d'amore. Partecipa ad un episodio della terza stagione di Lost e ottiene il ruolo da protagonista nella serie televisiva Drive, cancellata dopo sei episodi. Nel 2007 interpreta inoltre il dottor Adam Mayfair nella quarta stagione di Desperate Housewives.
Nel 2007, presta inoltre la voce al sergente Reynolds nel videogioco Halo 3. Fillion presta la voce al sergente Edward Buck in Halo 3: ODST (2009), ma anche l'aspetto fisico del personaggio è modellato su quello dell'attore. Fillion ha anche confermato il suo lavoro come doppiatore in Halo: Reach (2010), riprendendo il ruolo di Buck per un cameo nel livello New Alexandria e fornendo anche la voce del personaggio di Firefight. Fillion ha ripreso ancora una volta il ruolo di Buck in Halo 5: Guardians (2015). Fillion ha anche prestato la voce a uno Spartan-IV nel trailer della beta multigiocatore di Halo 5: Guardians.
Dal 2009 al 2016 è protagonista della serie televisiva Castle, nei panni dello scrittore di romanzi gialli Richard Castle, affiancato dalla connazionale Stana Katic nei panni della detective Kate Beckett; il ruolo di Castle, oltre a conferirgli un grande successo, gli permette di ottenere nel 2009 una candidatura ai Satellite Award nella categoria "miglior attore" . Nel 2013 è nel cast del film Percy Jackson e gli dei dell'Olimpo - Il mare dei mostri, dove interpreta il ruolo di Hermes, andando così a sostituire Dylan Neal, precedente interprete del ruolo in Il ladro di fulmini. Dal 2018 è protagonista della serie poliziesca The Rookie.
Nel 2023 viene scelto per impersonare il supereroe Lanterna Verde (Guy Gardner) nel film Superman, primo capitolo del nuovo universo cinematografico DC.

## Filmografia parziale

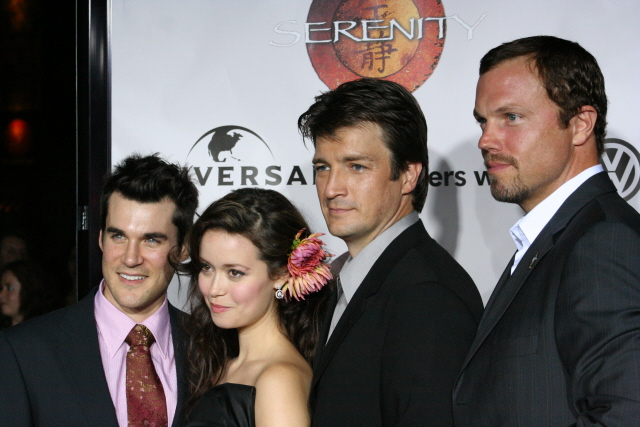
Fillion nel 2005 all'anteprima di Serenity con Sean Maher, Summer Glau e Adam Baldwin

### Attore

#### Cinema
- Strange and Rich, regia di Arvi Liimatainen (1994)
- Salvate il soldato Ryan (Saving Private Ryan), regia di Steven Spielberg (1998)
- Sbucato dal passato (Blast from the Past), regia di Hugh Wilson (1999)
- Dracula's Legacy - Il fascino del male (Dracula 2000), regia di Patrick Lussier (2000)
- Water's Edge - Intrigo mortale (Water's Edge), regia di Harvey Kahn (2003)
- Outing Riley, regia di Pete Jones (2004)
- Serenity, regia di Joss Whedon (2005)
- Slither, regia di James Gunn (2006)
- White Noise: The Light, regia di Patrick Lussier (2007)
- Waitress - Ricette d'amore (Waitress), regia di Adrienne Shelly (2007)
- Trucker, regia di James Mottern (2008)
- Super - Attento crimine!!! (Super), regia di James Gunn (2010)
- Much Ado About Nothing, regia di Joss Whedon (2012)
- Percy Jackson e gli dei dell'Olimpo - Il mare dei mostri (Percy Jackson: Sea of Monsters), regia di Thor Freudenthal (2013)
- Guardiani della Galassia (Guardians of the Galaxy), regia di James Gunn (2014)
- Guardiani della Galassia Vol. 2 (Guardians of the Galaxy Vol. 2), regia di James Gunn (2017)
- Night Hunter, regia di David Raymond (2018)
- The Suicide Squad - Missione suicida (The Suicide Squad), regia di James Gunn (2021)
- Guardiani della Galassia Vol. 3 (Guardians of the Galaxy Vol. 3), regia di James Gunn (2023)
- Superman, regia di James Gunn (2025) – Guy Gardner / Lanterna Verde

#### Televisione
- Ordeal in the Arctic, regia di Mark Sobel – film TV (1993)
- Una vita da vivere (One Life to Live) – soap opera, 7 episodi (1994-2007)
- Maggie Winters – serie TV, episodio 1x04 (1998)
- Due ragazzi e una ragazza (Two Guys, a Girl, and a Pizza Place) – serie TV, 60 episodi (1998-2001)
- Oltre i limiti (The Outer Limits) – serie TV, episodio 5x21 (1999)
- Pasadena – serie TV, episodi 1x09-1x10-1x11 (2002)
- Alligator Point – film TV (2003)
- Buffy l'ammazzavampiri (Buffy the Vampire Slayer) – serie TV, 5 episodi (2003)
- Miss Match – serie TV, 6 episodi (2003)
- Firefly – serie TV, 14 episodi (2002-2003)
- Hollywood Division, regia di James Foley – film TV (2004)
- Lost – serie TV, episodio 3x06 (2006)
- Drive – serie TV, 6 episodi (2007)
- Desperate Housewives – serie TV, 11 episodi (2007-2008) – Adam Mayfair
- Dr. Horrible's Sing-Along Blog – webserie, 3 webisodi (2008)
- Castle – serie TV, 173 episodi (2009-2016) – Richard Castle
- Community – serie TV, episodio 5x06 (2014)
- The Big Bang Theory – serie TV, episodio 8x15 (2015)
- Modern Family – serie TV, 7 episodi (2016-2018)
- Santa Clarita Diet – serie TV, 6 episodi (2017-2018)
- Brooklyn Nine-Nine – serie TV, episodio 4x14 (2017)
- Una serie di sfortunati eventi (A Series of Unfortunate Events) – serie TV, 9 episodi (2018)
- The Rookie – serie TV, 126 episodi (2018-2025)
- The Recruit – serie TV, 5 episodi (2022-2025)
- Avvocati di famiglia (Family Law) – serie TV, episodio 4x10 (2025)

#### Videogiochi
- Halo 5: Guardians (2015)

### Doppiatore

#### Cinema
- Wonder Woman, regia di Lauren Montgomery (2009) – Steve Trevor
- Lanterna Verde - I cavalieri di smeraldo (Green Lantern: Emerald Knights), regia di Christopher Berkeley, Lauren Montgomery e Jay Oliva – direct-to-video (2011) – Hal Jordan/Lanterna Verde
- Justice League: Doom, regia di Lauren Montgomery – direct-to-video (2012) – Lanterna Verde
- Monsters University, regia di Dan Scanlon (2013)
- Justice League: The Flashpoint Paradox, regia di Jay Oliva – direct-to-video (2013) – Hal Jordan/Lanterna Verde
- Centro feste (Party Central), regia di Kelsey Mann – cortometraggio (2013)
- Robot Chicken DC Comics Special II: Villains in Paradise, regia di Seth Green e Zeb Wells – film TV (2014) – Lanterna Verde, Black Adam
- Guardiani della galassia (Guardians of the Galaxy), regia di James Gunn (2014)
- Justice League: Il trono di Atlantide (Justice League: Throne of Atlantis), regia di Ethan Spaulding (2015) – Lanterna Verde
- Cars 3, regia di Brian Fee (2017)
- Destiny 2: New Legends Will Rise - Live Action Trailer, regia di Jordan Vogt-Roberts – cortometraggio (2017) – Cayde-6
- The Death of Superman, regia di Jake Castorena e Sam Liu (2018) – Lanterna Verde
- Henchmen, regia di Adam Wood (2018)
- Reign of the Supermen, regia di Sam Liu (2019) – Lanterna Verde
- The Death and Return of Superman, regia di Jake Castorena e Sam Liu (2019) – Lanterna Verde
- Deadpool & Wolverine, regia di Shawn Levy (2024)

#### Televisione
- King of the Hill – serie animata, episodio 5x15 (2001)
- Justice League Unlimited – serie animata, episodi 2x08-3x07 (2005-2006) – Vigilante, Spy Smasher e altri
- Robot Chicken – serie animata, 6 episodi (2007-2022) – Jigsaw, Lanterna Verde, Flash e altri
- The Venture Bros. – serie animata, 4 episodi (2010-2018)
- American Dad! – serie animata, episodi 7x16-8x01 (2012)
- Robot Chicken: DC Comics Special, regia di Seth Green – film TV (2012) – Lanterna Verde, Mr. Freeze
- Gravity Falls – serie animata, 4 episodi (2014-2016)
- Assassin Banana, regia di David Odio – miniserie animata, episodi 1x01-1x02-1x03 (2015)
- Robot Chicken DC Comics Special 3: Magical Friendship, regia di Tom Sheppard e Zeb Wells – film TV (2015) – Lanterna Verde
- Rick and Morty – serie animata, episodio 3x01 (2017)
- Big Mouth – serie animata, 10 episodi (2017-2022) – Nathan Fillon
- The Magic School Bus Rides Again – serie animata, episodio 2x11 (2018)
- M.O.D.O.K. – serie animata, episodi 1x07-1x09 (2021) – Wonder Man e altri
- Resident Alien – serie TV, 6 episodi (2021-2022)
- Monsters & Co. la serie - Lavori in corso! (Monsters at Work) – serie animata, 8 episodi (2024)

#### Videogiochi
- Jade Empire, regia di Ray Muzyka e Greg Zeschuk (2005)
- Halo 3 (2007)
- Halo 3: ODST, regia di Rich Wickham (2009)
- Halo: Reach, regia di Marcus Lehto (2010)
- Family Guy: The Quest for Stuff (2014)
- Destiny, regia di Jason Jones (2014) – Cayde-6
- Saints Row: Gat Out of Hell (2015) – God
- Destiny: The Taken King, regia di Luke Smith (2015)
- Halo 5: Guardians, regia di Henry Hobson, Brien Goodrich e Tim Longo (2015)
- Con Man: The Game (2016)
- Destiny 2, regia di Christopher Barrett, Luke Smith, Ryan Ellis e Jim McQuillan (2017) – Cayde-6
- Starfinder, regia di Christopher Morrow (2020)
- Destiny 2: The Witch Queen, regia di Luke Smith (2022) – Cayde-6

## Doppiatori italiani
Nelle versioni in italiano delle opere in cui ha recitato, Nathan Fillion è stato doppiato da:
- Andrea Lavagnino in Castle, Percy Jackson e gli dei dell'Olimpo - Il mare dei mostri, The Big Bang Theory, Santa Clarita Diet, Modern Family, The Rookie, The Suicide Squad - Missione suicida, Guardiani della Galassia Vol. 3, Deadpool & Wolverine, Superman, Peacemaker
- Francesco Bulckaen in Salvate il soldato Ryan, Dracula's Legacy - Il fascino del male
- Massimo Bitossi in Super - Attento crimine!!!, The Recruit
- Angelo Maggi in Buffy l'ammazzavampiri
- Alessandro Quarta in Waitress - Ricette d'amore
- Massimo De Ambrosis in Desperate Housewives
- Francesco Prando in Firefly
- Riccardo Rossi in Serenity
- Mauro Gravina in Slither
- Simone D'Andrea in Lost
- Gabriele Calindri in Community (ep. 5x06)
- Marco Balzarotti in Community (ep. 6x01)
- Massimiliano Virgilii in Una serie di sfortunati eventi

Da doppiatore è sostituito da:
- Marco Foschi in Monsters University, Centro Feste, Monsters & Co. la serie - Lavori in corso!
- Andrea Lavagnino in Guardiani della Galassia
- Alessio Cigliano in Cars 3
- Fabio Gervasi in Big Mouth (st. 1-2)
- Riccardo Rossi in Big Mouth (st. 3)
- Francesco De Francesco in Resident Alien